# Tubular Bells 2003
Tubular Bells 2003 è un album in studio di Mike Oldfield pubblicato nel 2003 da Warner Bros. Records in formato CD e DVD. Si tratta di una nuova registrazione parzialmente riarrangiata del primo album Tubular Bells del 1973.

## Il disco
Al momento della pubblicazione di Tubular Bells, Oldfield dichiarò di non essere rimasto soddisfatto del risultato finale. Aveva infatti avuto solo poche settimane di tempo per portare a termine la registrazione dell'album e la tecnologia dell'epoca non poteva soddisfare tutte le sue esigenze. Come conseguenza, nella pubblicazione definitiva non era stato possibile correggere alcuni errori ed alcuni strumenti non erano perfettamente accordati. Ma le clausole contrattuali non consentivano una nuova registrazione prima di 25 anni dalla pubblicazione originale, cosicché la versione rimasterizzata venne pubblicata in occasione del cinquantesimo compleanno di Oldfield e del trentennale dell'album originale.
L'uso estensivo delle tecnologie digitali ha conferito a Tubular Bells 2003 un tono più cristallino e più "sintetico" rispetto all'originale.
Dato che al momento della rimasterizzazione Vivian Stanshall, il maestro di cerimonia della prima versione, era ormai deceduto, Oldfield - invece di riutilizzare le registrazioni originali - decise di far annunciare l'ingresso degli strumenti nella traccia Finale all'attore John Cleese.
L'album venne pubblicato in tre versioni: un CD tradizionale per il mercato nordamericano, un CD con protezione dalla copia per quello europeo e un'edizione in formato DVD-Audio.
Molte proteste si ebbero per la versione con protezione dalla copia, accusata anche di aver danneggiato alcuni lettori CD e DVD. Qualcuno imputa a ciò l'uscita dalle classifiche dell'album più rapida rispetto ai tre precedenti Tubular Bells.

## Tracce

### CD e Audio-DVD
1. Introduction – 5:52
2. Fast Guitars – 1:04
3. Basses – 0:46
4. Latin – 2:18
5. A Minor Tune – 1:21
6. Blues – 2:40
7. Thrash – 0:44
8. Jazz – 0:48
9. Ghost Bells – 0:30
10. Russian – 0:44
11. Finale – 8:32
12. Harmonics – 5:12
13. Peace – 3:30
14. Bagpipe Guitars – 3:08
15. Caveman – 4:33
16. Ambient Guitars – 5:10
17. The Sailor's Hornpipe – 1:46

### Bonus DVD
1. Introduction – 5:51
2. Fast Guitars – 1:04
3. Basses – 0:46
4. Introduction 2003 "The video" – 3:41

### Bonus DVD-Audio
1. Tubular Bells Long - 22:57
2. Caveman Lead-In - 2:46
3. Caveman - 5:05
4. Peace Demo A - 7:00
5. Peace Demo B - 4:18
6. Sentinel - 8:06 - da Tubular Bells II - Live at Edinburgh Castle 1992
7. Far Above the Clouds - 4:40 - da Tubular Bells III - Live at Horseguards Parade, London 1998